# 1979

## Події
- 1 квітня — Іран оголосив себе ісламською республікою. Кінець шахського Ірану.
- 24 квітня — у Брюховицькому лісі під Львовом було знайдено підвішеного працівниками КГБ Володимира Івасюка.
- квітень — Набуває сили Європейська валютна система
- 24 грудня — СРСР почав окупацію Афганістану.
- 27 грудня — Радянськими військовослужбовцями був вбитий президент Афганістану, Амін.
- Заснована комп'ютерна мережа Usenet
- створено Підрозділ спеціальних розслідувань при міністерстві юстиції США (Office of Special Investigations — OSI). його діяльність майже повністю зосередилася на вихідцях зі Східної Європи та СРСР.

### Катастрофи
- 11 серпня (деякі джерела вказують 17 серпня) — в районі Дніпродзержинська зіткнулося два пасажирські літаки Ту-134А з реєстраційними номерами СРСР-65735 (84 чоловік на борту) та СРСР-65816 (на борту було 94 особи). Всі 178 осіб загинули.

Літаки зіштовхнулись на висоті 9 — 10 тис. м. Один тримав курс з Ташкента до Мінська (на його борту був головний склад футбольної команди «Пахтакор»), а другий з Воронежа до Кишинева. Версія катастрофи — диспетчер несвоєчасно перевів один з літаків на іншу висоту. Ташкентський літак своїм корпусом відірвав хвіст вороніжському літаку і вибухнув у повітрі, другий раз він вибухнув на землі. Фюзеляж другого літака впав при березі Дніпра на відстані двох кілометрів від першого.

## Народились
Дивись також Категорія:Народились 1979
- 8 січня - Сара Поллі, канадська акторка, співачка, режисерка та сценаристка.
- 16 січня - Алія, американська співачка, акторка та модель. (п. 2001)
- 17 січня
  - Олег Лісогор, український плавець.
  - Оля Полякова, українська акторка, співачка і телеведуча.
- 26 січня — Максим Калиниченко, український футболіст.
- 27 січня — Розамунд Пайк, англійська акторка.
- 28 січня — Євген Сморигін, український і білоруський актор, телеведучий, сценарист, продюсер, співак.
- 30 січня — Володимир Омелян, український дипломат, міністр інфраструктури України в 2016—2019.
- 3 лютого : 
  - Епіфаній, митрополит Київський і всієї України, предстоятель Православної церкви України.
  - Ренсом Ріґґз, американський письменник та сценарист.
- 6 лютого — Dan Balan, молдовський музикант, автор пісень та продюсер, колишній соліст гурту O-Zone.
- 9 лютого — Міна Суварі, американська акторка.
- 10 лютого — Антон Геращенко, український політичний та громадський діяч. Заступник Міністра внутрішніх справ України.
- 12 лютого - Джессі Спенсер, австралійський кіноактор.
- 16 лютого — Валентіно Россі, італійський мотогонщик, дев'ятиразовий чемпіон світу з шосейно-кільцевих мотоперегонів.
- 18 лютого — Андрій Вавриш, український бізнесмен, засновник компанії SAGA Development.
- 21 лютого: 
  - Дженніфер Лав Г'юїтт, американська акторка.
  - Джордан Піл, американський актор, комедіант, кінорежисер та продюсер.
- 23 лютого — Денис Матвієнко, український артист балету.
- 28 лютого — Андрій Несмачний, український футболіст.
- 9 березня - Оскар Айзек, гватемальсько-американський актор.
- 14 березня
  - Ніколя Анелька, французький футболіст.
  - Ігор Посипайко, український телеведучий, телепродюсер, шоумен.
- 18 березня — Адам Левін, американський співак, актор, вокаліст і гітарист поп-рок гурту Maroon 5.
- 24 березня
  - Гайтана, українська співачка.
  - Віктор Бронюк, український музикант, лідер гурту ТіК.
- 25 березня - Лі Пейс, американський актор.
- 30 березня: 
  - Анатолій Тимощук, український футболіст.
  - Нора Джонс, американська співачка і піаністка.
- 2 квітня - Лінді Бут, канадська акторка.
- 4 квітня
  - Гіт Леджер, австралійський актор (пом. у 2008).
  - Станіслав Медведенко, український баскетболіст.
- 8 квітня — В'ячеслав Узелков, український боксер-професіонал.
- 9 квітня — Альбіна Джанабаєва, російська співачка, колишня солістка українського попгурту «ВІА Гра».
- 10 квітня - Софі Елліс-Бекстор, британська співачка і авторка пісень.
- 12 квітня : 
  - Клер Дейнс, американська акторка.
  - Дженніфер Моррісон, американська модель та кіноакторка.
- 13 квітня — Сергій Шнуров, радянський рок-музикант, лідер гурту «Ленінград».
- 15 квітня - Люк Еванс, англійський актор та співак.
- 19 квітня
  - Кейт Гадсон, американська акторка.
  - Дмитро Халаджі, український спортсмен, чемпіон України з паверліфтингу, рекордсмен «Книги рекордів Гіннеса».
- 21 квітня - Джеймс Мак-Евой,  шотландський актор.
- 5 травня — Наталя Жукова, українська шахістка, гросмейстер.
- 9 травня - Розаріо Довсон, американська акторка, продюсерка, співачка та письменниця.
- 13 травня — В'ячеслав Шевчук, український футболіст.
- 15 травня — Дмитро Клімашенко, український продюсер та співак.
- 23 травня — Давид Арахамія, український політик. Голова фракції партії «Слуга народу».
- 25 травня — Марія Єфросініна, українська телеведуча.
- 29 травня — Ганна Гомонай, українська журналістка, телеведуча.
- 4 червня — Тетяна Чорновол, українська журналістка та громадська діячка, народна депутатка України 8 скликання.
- 14 червня — Олександр Бережок, український актор, телеведучий.
- 21 червня — Кріс Пратт, американський актор кіно та телебачення.
- 22 червня — Роман Зозуля, український гімнаст, призер Олімпійських ігор.
- 28 червня — ·Володимир Короленко, український лікар, науковець, державний службовець і громадський діяч, заступник Голови Державної служби України з лікарських засобів та контролю за наркотиками, доктор медичних наук.
- 21 липня
  - Андрій Воронін, український футболіст.
  - Олена Синельникова, українська продюсерка, автор програми «Орел і решка».
- 31 липня — Ірина Шинкарук, українська співачка, телевізійна ведуча, режисерка.
- 1 серпня — Джейсон Момоа, американський актор і модель
- 5 серпня — Андрій Білецький, український військовий, громадський та політичний діяч.
- 13 серпня — Катерина Бужинська, українська співачка.
- 15 серпня — Михайло Гаврилюк, народний депутат України VIII скликання, козак Четвертої сотні Самооборони Майдану.
- 19 серпня — Артем Ситник, український юрист, перший директор Національного антикорупційного бюро України.
- 5 вересня — Андрій Запорожець, український співак, учасник гурту «5'Nizza».
- 27 вересня — Руслан Сенічкін, український телеведучий.
- 4 жовтня - Рейчел Лі Кук, американська акторка.
- 17 жовтня — Кімі Ряйкконен, фінський автогонщик, чемпіон світу 2007 року з автогонок у класі Формула-1.
- 25 жовтня - Галустян Михайло, російський комедійний актор вірменського походження, шоумен, сценарист, продюсер.
- 28 жовтня - Джавед Карім, американський підприємець, один з творців сервісу YouTube.
- 13 листопада — Сергій Стрельников, український кіноактор.
- 14 листопада — Ольга Куриленко, французька акторка та модель українського походження.
- 25 листопада - Юель Кіннаман, шведсько-американський актор.
- 30 листопада — Ірина Верещук, українська політик, народна депутатка України 9 скликання.
- 12 грудня — Emin, азербайджанський та російський співак та музикант, автор пісень, підприємець.
- 29 грудня — Катерина Кістень, українська акторка театру і кіно, телеведуча.
- 31 грудня
  - Андрій Хливнюк, український музикант, вокаліст та автор текстів гурту «Бумбокс».
  - Дмитро Суржиков, український театральний та кіноактор, сценарист.

## Померли
Дивись також Категорія:Померли 1979
- 15 січня — Олесь Іванович Якимович, білоруський письменник радянського часу (1904)
- 12 квітня — Биков Леонід Федорович, український актор і режисер
- 2 липня — Карлайл Сміт Білз, канадський астроном
- 10 вересня — Агостіньо Нето, ангольський поет, політик, перший президент Анголи (1975—1979 рр)
- 1 грудня — Омеляновський Михайло Еразмович, філософ (*1904)
- 7 грудня — Марі Андріссен, нідерландський скульптор.

## Нобелівська премія
- з фізики:Шелдон Лі Ґлешоу, Абдус Салам та Вайнберг Стівен — «За внесок в об'єднану теорію слабких й електромагнітних взаємодій між елементарними частками, у тому числі передбачення слабких нейтральних струмів»
- з хімії:Герберт Чарлз Браун та Георг Віттіг — «За розробку нових методів органічного синтезу складних боро- та фосфоровмісних сполук»
- з медицини та фізіології:Аллан Кормак та Годфрі Хаунсфілд — «За розробку комп'ютерної томографії»
- з економіки:Теодор Шульц та Артур Льюїс — «За новаторські дослідження економічного розвитку з особливим урахуванням проблем країн, що розвиваються»
- з літератури:Одісеас Елітіс
- Нобелівська премія миру: Мати Тереза — Удостоєна премії, оскільки вона «утверджує мир в найважливішій сфері, захищаючи недоторканність людської гідності»